# Evergestis elbursalis
Evergestis elbursalis là một loài bướm đêm trong họ Crambidae.